# Urbicus (gladiateur)
Pour les articles homonymes, voir Urbicus (homonymie).

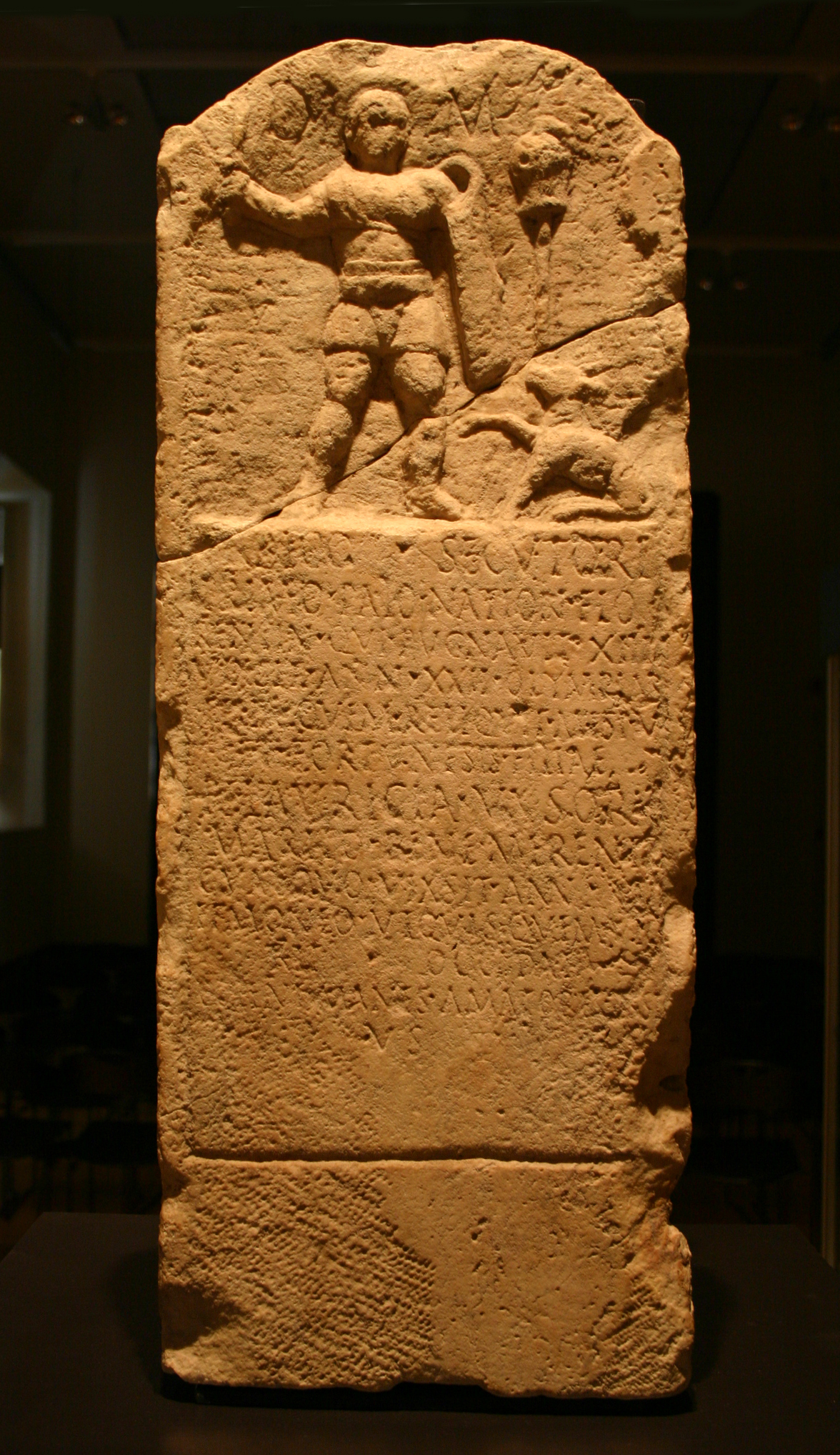
Stèle funéraire du gladiateur Urbicus (représenté victorieux) maintenant à l'Antiquarium de Milan, en Italie.

Urbicus est un gladiateur du IIIe siècle, de type secutor.
L'épitaphe de sa stèle funéraire maintenant conservée à l'Antiquarium de Milan nous apprend qu'il est d'origine florentine et qu'il est mort à Milan (Mediolanum), âgé de vingt-deux ans, après avoir combattu treize fois, tué par un rival qu’il avait épargné auparavant. Il laisse une épouse, Lauricia, qui a vécu sept ans avec lui, et deux filles, dont la plus jeune, Olympia, n'a que cinq mois,.
D M

VRBICO SECVTORI

PRIMO PALO NATION FLORENTIN

QVI PVGNAVIT XIII

VIXSIT ANN XXII OLYMPIAS

FILIA QVEM RELIQVIT MESI V

ET FORTVNESIS FILIAE

ET LAVRICIA VXSOR

MARITO BENEMERENTI

CVM QVO VIXSIT ANN VII

TE MONEO VT QVIS QVEM VICERIT

OCCIDAT

COLENT MANES AMATORES IPSIVS,
« Aux dieux mânes.
À Urbicus le secutor Gladiateur de première classe, Florentin d'origine, qui a combattu 13 fois. Il a vécu 22 ans. 
Sa fille Olympia, qu'il a laissée âgée de 5 mois, Fortunensis, l'esclave de sa fille, et Lauricia, sa femme, (ont fait élever ce monument) à un mari qui l'avait bien mérité et avec lequel elle a vécu 7 ans. Je te donne ce conseil : quand on a vaincu quelqu'un, on le tue !
Que ceux qui l'ont aimé honorent ses mânes. »